# Abeomelomys sevia
Abeomelomys sevia е вид гризач от семейство Мишкови (Muridae). Видът не е застрашен от изчезване.

## Разпространение и местообитание
Разпространен е в Папуа Нова Гвинея.
Обитава гористи местности и плата.

## Описание
На дължина достигат до 12,7 cm, а теглото им е около 54,9 g.